# Sonja Haraldsen
Pour les articles homonymes, voir Haraldsen.
Titre
Reine consort de Norvège
Depuis le 17 janvier 1991
(34 ans, 5 mois et 12 jours)
Sonja Haraldsen, née le 4 juillet 1937, est la reine consort de Norvège depuis le 17 janvier 1991, en tant qu'épouse du roi Harald V.

## Biographie

### Enfance
Sonja Haraldsen naît le 4 juillet 1937 à Oslo. Elle est la fille de Karl August Haraldsen (1889-1959), propriétaire et directeur du grand magasin oslovien de prêt-à-porter pour femmes Karl A. Haraldsen AS, et de son épouse Dagny Ulrichsen (1898-1994).
Elle a deux frères : Haakon (1921-2016) et Karl Herman (1930-1936), ainsi qu'une sœur : Gry (1924-1970).

### Rencontre et mariage avec le futur roi de Norvège
Elle fréquente le prince héritier de Norvège Harald pendant neuf ans. Il est le fils du roi Olav V et de feue la princesse héritière Märtha. La relation est tenue secrète à cause du statut roturier de Sonja. Ils se fiancent le 19 mars 1968. Le prince héritier Harald menace de renoncer au trône si on n’autorise pas son union avec Sonja. Le mariage est ainsi célébré le 29 août 1968 à Oslo. Le roi Olav étant veuf, la princesse Sonja tient dès 1968, en l'absence d'une reine, le rôle de « Première dame » de Norvège.
Après une fausse couche en 1970, le roi et la reine ont deux enfants :
| Nom                     | Naissance         | Notes                                                                       |
| ----------------------- | ----------------- | --------------------------------------------------------------------------- |
| Princesse Märtha Louise | 22 septembre 1971 | mère de trois filles ;                                                      |
| Prince héritier Haakon  | 20 juillet 1973   | marié à Mette-Marit Tjessem Høiby depuis 2001, père d'une fille et un fils. |

En 1982, elle reçoit le Nansen Refugee Award. Elle est vice-présidente de la Croix-Rouge norvégienne de 1987 à 1990. Elle a constitué une remarquable collection privée d’œuvres d’art contemporaines.
Au décès de son beau-père, le roi Olav V de Norvège, le 17 janvier 1991, le prince héritier devient le nouveau souverain sous le nom de Harald V, et Sonja reine consort de Norvège.

## Titres
- 1937-1968 : Mademoiselle Sonja Haraldsen
- 1968-1991 : Son Altesse Royale la princesse héritière de Norvège
- depuis 1991 : Sa Majesté la reine de Norvège

## Décorations

### Décorations nationales
- Grand-croix avec collier de l'ordre de Saint-Olaf
- Grand-croix de l'ordre royal norvégien du Mérite
- Médaille du centenaire de la maison royale de Norvège
- Ordre de la famille royale d'Olav V
- Ordre de la famille royale d'Harald V
- Médaille Holmenkollen
- Insigne d'honneur de la Croix-Rouge norvégienne
- Insigne d'honneur de la Société militaire d'Oslo en or
- Médaille du centenaire du roi Haakon VII
- Médaille du centenaire du roi Olav V
- Médaille du jubilé du roi Olav V
- Médaille commémoratif du roi Olav V
- Médaille du jubilé du roi Harald V

### Décorations étrangères
- Collier d'Ordre olympique (échelon or)
- Médaille Nansen
- Grand-croix de l'ordre du Mérite de la République fédérale d'Allemagne
- Chevalier grand-croix de l'ordre du Mérite de la République italienne‎[3]
- Grand cordon de l'ordre de Léopold
- Grand-croix de l'ordre de Charles III[4]
- Grand-croix de la Légion d'honneur
- Grand-croix de l'ordre du Mérite
- Grand-croix de l'ordre de l'Infant Dom Henri[4]
- Grand-croix de l'ordre royal norvégien du Mérite
- Grand-croix de l'ordre national du Mérite
- Grand-croix de l'ordre du Christ[4]
- Grand-croix de l'ordre du Sauveur
- Grand-croix de l'ordre national de la Croix du Sud
- Grand-croix de l'ordre des Trois Étoiles[5]
- Grand-croix de l'ordre de Vytautas le Grand[6]
- Grand-croix de l'ordre d'Isabelle la Catholique[7]
- Grand-croix de l'ordre de l'Aigle blanc
- Grand-croix de l'ordre de la Croix de Terra Mariana de 1re classe[8]
- Grand-croix de l'ordre de l'Étoile blanche d'Estonie de 1re classe[9]